# Box na Letních olympijských hrách 1980
Box na Letních olympijských hrách 1980 svedl ve vzájemných duelech celkem 271 sportovců z 51 zemí, kteří se utkali o jedenáct sad medailí. Boje probíhaly od 20. července do 2. srpen na moskevském Olympijském stadionu. Nejmladším účastníkem byl ugandský reprezentant Charles Lubulwa (15 let, 206 dní), nejstarším pak nigerijský boxer Nureni Gbadamosi (32 let, 208 dní). Nejúspěšnější výpravou se stala kubánská, jejíž reprezentanti vybojovali celkem 10 medailí, z toho 6 zlatých, 2 stříbrné a dvě bronzové.

## Medailisté

### Muži
| Kategorie                    | Zlato                                            | Stříbro                                   | Bronz                                                    | Bronz                                                     |
| ---------------------------- | ------------------------------------------------ | ----------------------------------------- | -------------------------------------------------------- | --------------------------------------------------------- |
| Lehká muší váha (– 48 kg)    | Šamil Sabirov · Sovětský svaz (URS)              | Hipolito Ramos · Kuba (CUB)               | Li Byong-Uk · Severní Korea (PRK)                        | Ismail Mustafov · Bulharsko (BUL)                         |
| Muší váha (– 51 kg)          | Petar Lesov · Bulharsko (BUL)                    | Viktor Mirošničenko · Sovětský svaz (URS) | Hugh Russell · Irsko (IRL)                               | János Váradi · Maďarsko (HUN)                             |
| Bantamová váha (– 54 kg)     | Juan Hernández · Kuba (CUB)                      | Bernardo Piñango · Venezuela (VEN)        | Michael Anthony · Guyana (GUY)                           | Dumitru Cipere · Rumunsko (ROU)                           |
| Pérová váha (– 57 kg)        | Rudi Fink · Německá demokratická republika (GDR) | Adolfo Horta · Kuba (CUB)                 | Viktor Rybakov · Sovětský svaz (URS)                     | Krzysztof Kosedowski · Polsko (POL)                       |
| Lehká váha (– 60 kg)         | Ángel Herrera · Kuba (CUB)                       | Viktor Děmjaněnko · Sovětský svaz (URS)   | Kazimierz Adach · Polsko (POL)                           | Richard Nowakowski · Německá demokratická republika (GDR) |
| Velterová váha (– 63.5 kg)   | Patrizio Oliva · Itálie (ITA)                    | Serik Konakbaev · Sovětský svaz (URS)     | Anthony Willis · Velká Británie (GBR)                    | Jose Aguilar · Kuba (CUB)                                 |
| Lehká střední váha (– 67 kg) | Andrés Aldama · Kuba (CUB)                       | John Mugabi · Uganda (UGA)                | Karl-Heinz Krüger · Německá demokratická republika (GDR) | Kazimierz Szczerba · Polsko (POL)                         |
| Lehkotěžká (– 71 kg)         | Armando Martínez · Kuba (CUB)                    | Alexandr Koškin · Sovětský svaz (URS)     | Ján Franek · Československo (TCH)                        | Detlef Kästner · Německá demokratická republika (GDR)     |
| Střední váha (– 75 kg)       | José Gómez · Kuba (CUB)                          | Viktor Savčenko · Sovětský svaz (URS)     | Valentin Silaghi · Rumunsko (ROU)                        | Jerzy Rybicki · Polsko (POL)                              |
| Polotěžká váha (– 81 kg)     | Slobodan Kačar · Jugoslávie (YUG)                | Pawel Skrzecz · Polsko (POL)              | Herbert Bauch · Německá demokratická republika (GDR)     | Ricardo Rojas · Kuba (CUB)                                |
| Těžká váha (+ 81 kg)         | Teófilo Stevenson · Kuba (CUB)                   | Pjotr Zajev · Sovětský svaz (URS)         | István Lévai · Maďarsko (HUN)                            | Jürgen Fanghänel · Německá demokratická republika (GDR)   |

## Přehled medailí podle zemí
| Pořadí | Země                                 | Zlato | Stříbro | Bronz | Celkově |
| ------ | ------------------------------------ | ----- | ------- | ----- | ------- |
| 1.     | Kuba (CUB)                           | 6     | 2       | 2     | 10      |
| 2.     | Sovětský svaz (URS)                  | 1     | 6       | 1     | 8       |
| 3.     | Německá demokratická republika (GDR) | 1     | 0       | 5     | 6       |
| 4.     | Bulharsko (BUL)                      | 1     | 0       | 1     | 2       |
| 5.     | Itálie (ITA)                         | 1     | 0       | 0     | 1       |
| 5.     | Jugoslávie (YUG)                     | 1     | 0       | 0     | 1       |
| 7.     | Polsko (POL)                         | 0     | 1       | 4     | 5       |
| 8.     | Uganda (UGA)                         | 0     | 1       | 0     | 1       |
| 8.     | Venezuela (VEN)                      | 0     | 1       | 0     | 1       |
| 10.    | Maďarsko (HUN)                       | 0     | 0       | 2     | 2       |
| 10.    | Rumunsko (ROU)                       | 0     | 0       | 2     | 2       |
| 11.    | Československo (TCH)                 | 0     | 0       | 1     | 1       |
| 11.    | Velká Británie (GBR)                 | 0     | 0       | 1     | 1       |
| 11.    | Guyana (GUY)                         | 0     | 0       | 1     | 1       |
| 11.    | Irsko (IRL)                          | 0     | 0       | 1     | 1       |
| 11.    | Severní Korea (PRK)                  | 0     | 0       | 1     | 1       |
| Celkem | Celkem                               | 11    | 11      | 22    | 44      |